# Dindi
Dindi — пісня Антоніу Карлусу Жобіна на слова Алоїзіу ді Олівейра, стандарт босанови.
Назва пісні, за свідченням сестри Жобіма, Єлени, у її книзі «Antonio Carlos Jobim: An Illuminated Man», походить від ранчо «Дірінді», розташованого поблизу родинного будинку Жобімів в Посу-Фунду, на річці Ріу-Прету, штат Ріо-де-Жанейро. Пісня вперше записана 1959 року на студії Odeon у виконанні бразильської співачки Сільвії Теллес для альбому Amor de Gente Moça.
Існують також переклади пісні англійською, французькою та італійською. Створений Реєм Гілбертом 1965 року переклад вперше виконала Аструд Жілберту. У виконанні Міни 1963 року випущено переклад італійською Джорджо Калабрезе (Italdisc, 1963). Відомий французький автор пісень Едді Марне переклав «Dindi» для Саши Дістеля для альбому Un Amour, Un Sourire, Une Fleur…(Pathé, 1975).

## Версії та виконавці
- Сільвія Теллес — Amor de Gente Moça (Musicas De Antonio Carlos Jobim) (Odeon, 1959), Amor Em Hi-Fi (Phillips, 1960)
- Майса — Maysa É Maysa… É Maysa, É Maysa! (RGE, 1959), Voltei (RGE, 1960)
- Аструд Жілберту — The Astrud Gilberto Album (Verve, 1965)
- Сільвія Теллес, Trio Tamba, E Quinteto Villa-Lobos — Reencontro (Elenco, 1966)
- Френк Сінатра та Антоніу Карлус Жобін — Francis Albert Sinatra & Antonio Carlos Jobim (Reprise, 1967)
- Ельза Суарес — Um Show De Elza (Odeon, 1965)
- Оркестр Джо Пасса — A Sign Of The Times (World Pacific, 1966)
- Чарлі Берд — Brazilian Byrd (Columbia, 1966)
- Баден Павелл — Poema On Guitar (SABA, 1967)
- Quarteto em Cy (The Girls From Bahia) — ¡Revolución Con Brasilia! (Warner Bros., 1967)
- Віллі Бобо — Do What You Want To Do… (A&M, 1971), Hell Of An Act To Follow (Columbia, 1978)
- Ерік Гейл — Forecast (Kudu, 1973)
- Сара Вон — Copacabana (Pablo Today, 1979)
- Антоніу Карлус Жобін — Terra Brasilis (Warner Bros., 1980)
- Елла Фіцджеральд — Ella Abraça Jobim (Pablo Records, 1981)
- Ширлі Горн — Softly (Audiophile, 1988)
- Еліан Еліас — Eliane Elias Plays Jobim (Blue Note, 1990)
- Ліза Оно — Amigos (BMG, 2000)
- Лі Рітенаур — World of Brazil (GRP, 2005)
- Міна — L'Allieva (BMG, 2000)